# Saint-Révérend
Saint-Révérend település Franciaországban, Vendée megyében. Lakosainak száma 1526 fő (2022. január 1.). Saint-Révérend L’Aiguillon-sur-Vie, Coëx, Le Fenouiller, Givrand és Saint-Maixent-sur-Vie községekkel határos.

## Népesség
A település népessége az elmúlt években az alábbi módon változott:
| Lakosok száma | 1398 | 1423 | 1445 | 1430 | 1445 | 1459 | 1472 | 1496 | 1526 |
|               | 2013 | 2015 | 2016 | 2017 | 2018 | 2019 | 2020 | 2021 | 2022 |